# Lecanora lojkaeana
Lecanora lojkaeana är en lavart som beskrevs av Szatala. Lecanora lojkaeana ingår i släktet Lecanora och familjen Lecanoraceae.  Arten är reproducerande i Sverige. Inga underarter finns listade i Catalogue of Life.